# الدفاع عن سيفاستوبول (فلم)
الدفاع عن سيفاستوبول (بالروسية: Оборона Севастополя) هو فيلم حربي تاريخي روسي من إنتاج سنة 1911، تدور أحداثه حول حصار سيفاستوبول أثناء حرب القرم. يعد هذا الفيلم من أهم الأفلام في تاريخ السينما الروسية، وهو أول فيلم طويل يُنتج في الإمبراطورية الروسية. عُرض للمرة الأولى في 26 أكتوبر 1911، في قصر ليفاديا، المنتجع الصيفي لآخر قياصرة روسيا نيقولا الثاني.

## روابط خارجية
- مقالات تستعمل روابط فنية بلا صلة مع ويكي بيانات